# مالكوم بيت
مالكوم بيت (بالإنجليزية: Malcolm Pitt)‏ هو لاعب كرة قاعدة أمريكي، ولد في 10 يناير 1897 في ريتشموند في الولايات المتحدة، وتوفي في 16 سبتمبر 1985.

## وصلات خارجية
- مالكوم بيت على موقع كلية كرة السلة في سبورتس رفرنس.كوم (الإنجليزية)